# Louis-François Mariage
Pour les articles homonymes, voir Mariage (homonymie).
Louis-François Mariage est un graveur au pointillé français qui fut actif à Paris entre 1785 et 1828. Il signa parfois de son patronyme inversé, Egairam.

## Biographie
Louis-François Mariage, dont la naissance peut être située vers les années 1760-1765, est l'un des élèves de Charles-Clément Bervic. Il était installé au 3, rue de l'Arbalète (actuel n° 7) et au 11, rue du Fouarre.

## Œuvre

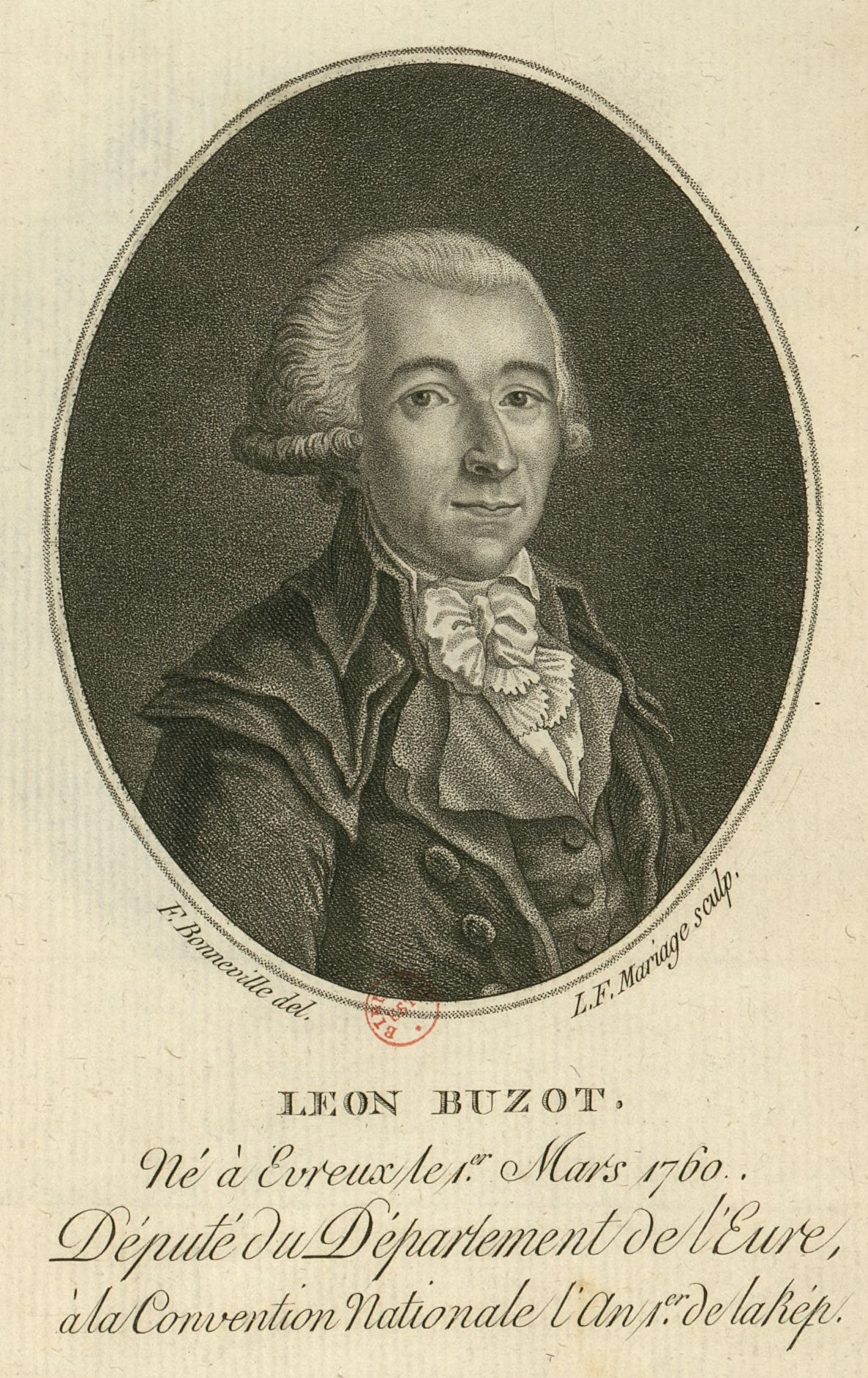
Léon Buzot, d'après François Bonneville

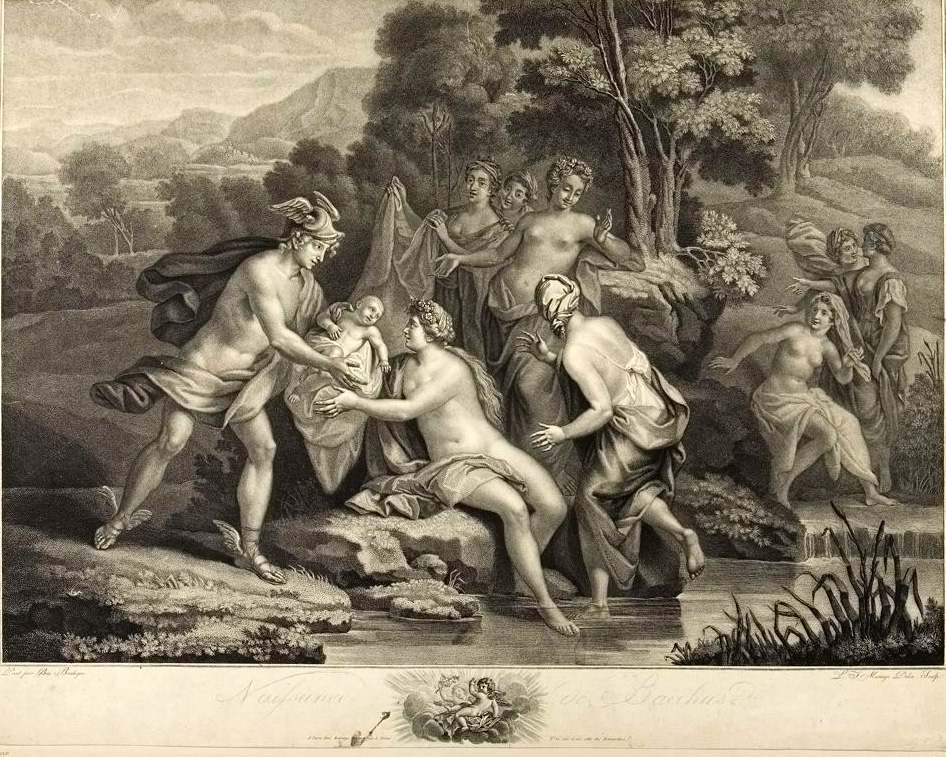
Naissance de Bacchus, d'après Bon Boullogne

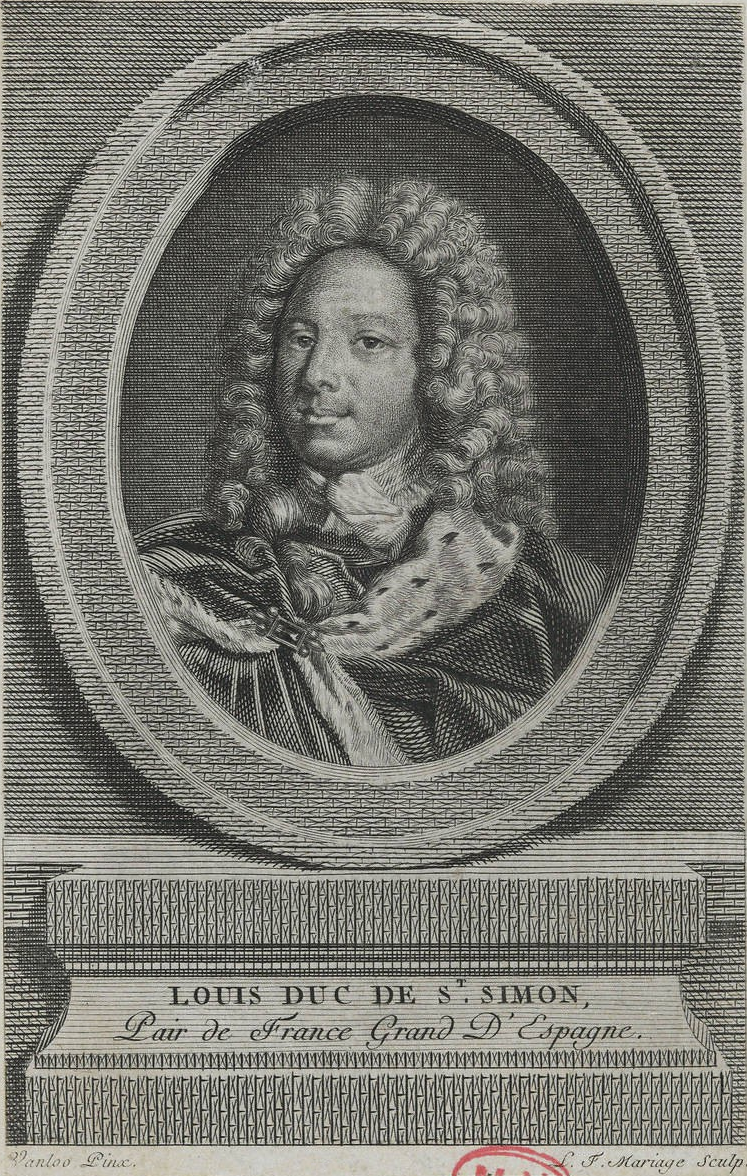
Louis de Rouvroy de Saint-Simon, d'après Jean-Baptiste van Loo

### Gravures d'après ses propres dessins
- Portrait de Stanislas de Clermont-Tonnerre.
- Portrait de Louis XVI, roi des Français, 1792
- Portrait de Pierre-Victor Malouet, député de l'Auvergne à l'Assemblée nationale, 1789.
- Portrait de Jean-Sifrein Maury, député par le bailliage de Péronne.
- Rentrée de Napoléon le Grand dans la capitale de l'Empire français le 15 août 1807 - Après avoir remporté la bataille de Friedland, Napoléon Ier revient triomphant avec le traité de Tilsit signé par Alexandre de Russie. L'Empereur est habillé en tenue romaine, coiffé de la couronne de laurier et porte les attributs de sa stature d'homme de guerre[2].
- Les présents de l'indigence.

### Artistes interprétés
- Jean-Joseph Ansiaux, Le départ du messager d'amour[3], le retour du messager d'amour.
- François Bonneville, Portraits de Bertrand Barère[4], Léon Buzot, Fabre d'Églantine, Honoré Gabriel Riqueti de Mirabeau, Jean-Jacques Rousseau, Voltaire.
- Bon Boullogne, Naissance de Bacchus.
- Alexandre Chaponnier, L'Amour séduisant la Beauté et La Beauté désarmant l'Amour.
- Constance-Marie Charpentier, suite de quatre aquatintes en couleurs : Sémire et Mélide, Le premier navigateur arrêté à la porte de la cabane, Le premier navigateur et Mélide, Le premier navigateur et Mélide dans la cabane de Sémire[3].
- Jean-Baptiste Charpentier, L'Innocence couronnée par l'Amour et Offrande à l'Amour.
- Alexandre-Évariste Fragonard, Égalité, 1793[5] ; Vérité, 1794 ; Raison, 1794[6] ; Déclaration sacrée des droits de l'homme et du citoyen, 1798 ; Acte constitutionnel, 1798.
- Garnier, Sophocle devant le magistrat d'Athènes - Désintéressement de Phocion.
- Nicolas Lavreince, Les deux jeux, signé de l'anagramme « Egairam ».
- Jean-Jacques Le Barbier, Consécration de Cora au culte du Soleil, Courage d'Amazili et de Télasco, Naufrage de Télasco et d'Amazili, Alonzo dans le royaume des Tumbès, Erreur de Cora, prêtresse du Soleil, Dévouement sublime du cacique Henri (Bartolomé de las Casas, allongé sur son lit, entouré du cacique Henri et de sa femme).
- Pierre Lélu, Portrait de Charlotte Corday.
- Jean-Baptiste van Loo, Portrait de Louis de Rouvroy de Saint-Simon.
- Jean-Baptiste Claude Robin, Portrait de Jacques-Donatien Le Ray de Chaumont.
- Jacques François Joseph Swebach-Desfontaines, La bataille de Wagram, 7 juillet 1809.

### Contributions bibliophiliques
- Pierre Camper, Dissertation sur les variétés naturelles qui caractérisent la physionomie des hommes des divers climats et des différents âges, suivie des réflexions sur la beauté, particulièrement sur celle de la tête, avec une manière nouvelle de dessiner toute sorte de têtes avec la plus grande exactitude, onze planches gravées en taille-douce par Louis-François Mariage, chez H. J. Jansen, imprimeur-libraire à Paris, et chez J. van Cleef, libraire à La Haye, 1791[7].
- François Levaillant, Second voyage dans l'intérieur de l'Afrique par le Cap de Bonne-Espérance dans les années 1783, 1784 et 1785, gravures par Abraham Jacobsz Hulk (nl), Marie-Amélie Coiny, Louis-Alexandre Bouteloup, Edme Bovinet, Louis-François Mariage, 3 vol., chez H. J. Jansen et Compe, imprimeurs-libraires à Paris, an 3 (1794-1795).
- Le château d'Albert, ou le squelette ambulant, frontispice gravé par Louis-François Mariage d'après Louis Binet, Jacques-Mathieu Ancelle imprimeur-libraire, 1799.
- La caverne de la mort, frontispice gravé par Louis-François Mariage d'après P.-J. Challiou, Claude-François Maraban imprimeur-libraire, 1799.
- La chaumière indienne, gravée par Louis-François Mariage d'après P.J. Challiou, chez Bance aîné (1790)
- Arsène Thiébaut de Berneaud, Voyage à l'Isle des Peupliers, orné de quatre belles figures gravées par Mariage, Lepetit libraire, Paris, an VII (1799)[8].
- Elizabeth Hervey, L'église de Saint-Siffrid, frontispice co-gravé par Robert de Launay et Louis-François Mariage d'après P.-J. Challiou, Louis-Marie Cellot et Claude-François Maradan imprimeurs-libraires, 1799 ou 1800.
- Pierre-Nicolas Rougeron, Viscelina, ou le Mamelouk français, gravures de Louis-François Mariage d'après les dessins de Louis Binet, chez Ancelle, an X (1801).
- Mary Charlton, Le pirate de Naples, trois volumes, les trois frontispices gravés par Louis-François Mariage d'après H. Richter (tome 1) et Louis Binet (tomes 2 et 3), Jean-Baptiste-Étienne-Élie Lenormand imprimeur-libraire, 1801.
- Mrs Croffts, Salvador, ou le baron de Montbéliard, frontispice gravé par Louis-François Marage d'après Fracasso, Jean-Jacques Fuchs libraire, 1801.
- Ovide, Les Métamorphoses - Traduction nouvelle avec le texte latin, suivie d'une analyse de l'explication des fables, des notes géographiques, historiques, mythologiques et critiques par Mathieu-Guillaume-Thérèse Villenave, ornée de gravures d'après les dessins de Jean-Jacques Le Barbier, Nicolas-André Monsiau et Jean-Michel Moreau, quatre volumes, gravures par Louis-François Mariage : Adultère de Vénus et de Mars et Hercule et Cerbère d'après Jean-Jacques Le Barbier, Pygmalion amoureux de sa statue et  Enlèvement d'Orithye par Borée d'après Jean-Michel Moreau, F. Gay et Ch. Guestard éditeurs, Paris, Imprimerie P. Didot l'aîné, 1806.
- Jean Racine, Œuvres complètes de Jean Racine avec le commentaire de Jean-François de La Harpe, augmentées de plusieurs morceaux inédits et peu connus, gravures notamment par Jean-César Macret, Louis-François Mariage et Philippe Trière d'après Jean-Michel Moreau, chez Verdière, libraire à Paris, 1816.
- Abel Hugo, La France militaire, portraits de Claude Joseph Rouget de Lisle dessinés et gravés par Louis-François Mariage, 1830.

## Musées et collections publiques
- Azerbaïdjan
  - Musée national d'art d'Azerbaïdjan, Bakou, Les présents de l'indigence.

- Canada
  - Université McGill, Montréal, La bataille de Wagram, d'après Jacques François Joseph Swebach-Desfontaines.

- États-Unis
  - Metropolitan Museum of Art, Les métamorphoses d'Ovide, gravures d'après Jean-Jacques Le Barbier et Jean-Michel Moreau, 1806.
  - San Francisco De Young Museum, Le départ du messager d'amour d'après Jean-Joseph Ansiaux ; suite de quatre aquatintes Sémire et Mélide d'après Constance-Marie Charpentier[3].
  - Worcester Art Museum, Worcester (Massachusetts), La bataille de Wagram, d'après Jacques François Joseph Swebach-Desfontaines.

- France
  - Musée Bonaparte, Auxonne, La bataille de Wagram, d'après Jacques François Joseph Swebach-Desfontaines.
  - Musée du Nouveau Monde, La Rochelle, Consécration de Cora au culte du Soleil et Dévouement sublime du cacique Henri, d'après Jean-Jacques Le Barbier.
  - Bibliothèque nationale de France, Paris.
  - Musée Carnavalet, Paris, Égalité[5], Raison[6], d'après Alexandre-Évariste Fragonard.
  - Musée de l'Homme, Paris, Dissertation sur les variétés naturelles qui caractérisent la physionomie des hommes...[7].
  - Château de Versailles, Portrait de Bertrand Barrère, d'après François Bonneville[4].

- Royaume-Uni
  - British Museum, Londres, Rentrée de Napoléon le Grand dans la capitale de l'Empire français le 15 août 1807[2].
  - Stapleton Historical Collection, Londres, La bataille de Wagram, d'après Jacques François Joseph Swebach-Desfontaines.